# Glòria Estopà Calvet
Glòria Estopà Calvet   (Sabadell, 1 de maig de 1977) és una entrenadora i ex jugadora de bàsquet catalana.
Va debutar professionalment la temporada 2002-03 al CN Tàrrega de la Lliga Femenina 2. Després de tres temporades va fitxar pel Club Bàsquet Olesa i la temporada 2008-09 pel Club Bàsquet Santa Rosa de Lima del barri d'Horta. La temporada següent va fitxar pel Club Bàsquet Femení Sant Adrià, de Copa Catalunya, on va jugar fins a l'any 2014, any en què va assolir l'ascens a la Lliga Femenina 2. Aquella temporada, la 2013-14, va ser la darrera en actiu com a jugadora, passant llavors a dirigir equips cadets i a compartir la banqueta del primer equip del Sant Adrià. La temporada 2018-19 va dirigir el primer equip, que competeix a la Lliga Femenina 1, i va convertir-se en la primera dona a dirigir el primer equip lila. El març d'aquella temporada, va deixar de ser entrenadora del primer equip, sent substituïda per César Aneas, i va dirigir exclusivament el cadet. La temporada 2019-20 va fitxar com a entrenadora ajudant del Barça CBS i dues temporades després va fer-se càrrec del Club Nou Bàsquet Paterna, amb el qual ha aconseguit un subcampionat de Lliga Challenge (2022-23).
L'estiu de 2018 va fer un clínic per a entrenadors a San Cristóbal de La Laguna, juntament amb Sergio Scariolo.